# Chitaura elegans
Chitaura elegans är en insektsart som beskrevs av Willy Adolf Theodor Ramme 1941. Chitaura elegans ingår i släktet Chitaura och familjen gräshoppor.

## Underarter
Arten delas in i följande underarter:
- C. e. elegans
- C. e. diluta